# Abo Moslem
Abo Moslem är en iransk fotbollsklubb som sedan 2010 spelar i Azadegan League, den näst högsta serien i iransk klubbfotboll. Kända spelare som Alireza Vahedi Nikbakht och Andranik Teymourian har spelat i Abo Moslem. På senare tid har man även börjat värva utländska spelare till klubben.